# Линия Тунчхун
Линия Тунчхун (Tung Chung Line, 東涌綫) — одна из десяти линий Гонконгского метрополитена — самой оживлённой системы общественного транспорта города. Она пролегает от Центрального района на острове Гонконг до района Тунчхун на острове Лантау (Новые территории). Почти на всём своём протяжении железнодорожное полотно, по которому проходит линия Тунчхун, также обслуживает линию Аэропорт-Экспресс.
Линия Тунчхун официально открылась 21 июня 1998 года, а для пассажиров — на следующий день, имеет длину 31,1 км (ширина колеи — 1432 мм), восемь станций, средняя продолжительность поездки — 27 минут. На схематических картах MTR обозначается оранжевым цветом. На всех станциях линии установлены платформенные раздвижные двери.

## История
В октябре 1989 года власти Гонконга решили заменить перегруженный аэропорт Кайтак, базировавшийся в густонаселённой части Коулуна, новым аэропортом, строительство которого планировалось осуществить на отдалённом острове Чхеклапкок. В рамках масштабной Основной программы аэропорта Городской совет пригласил MTR Corporation построить железнодорожную линию в новый аэропорт. Проект стартовал после того, как в ноябре 1994 года Китай и Великобритания уладили между собой все финансовые и земельные вопросы.
Позже железная дорога Лантау-Аэропорт (Lantau Airport Railway) была преобразована в две линии — Тунчхун и Аэропорт-Экспресс, каждая из которых имеет свои поезда, цвета и отдельные платформы на пересадочных станциях. 21 июня 1998 года глава Гонконга Дун Цзяньхуа официально открыл линию Тунчхун, а на следующий день она стала доступна для пассажиров. В декабре 2003 года открылась станция Намчхён, на которой можно было пересесть на поезда Западной линии (тогда она называлась Западная линия Коулун—Кантонской железной дороги). После запуска Западной линии число вагонов в составах на линии Тунчхун увеличилось с семи до восьми.
1 июня 2005 года открылась станция Санни-Бей, на которой можно пересесть на поезда линии Диснейленд-Резорт (сама линия заработала 1 августа 2005 года, а парк развлечений Hong Kong Disneyland — 12 сентября 2005 года). В 2006—2007 годах на линию Тунчхун были выпущены четыре новых электропоезда Rotem EMU (K-Train) совместного производства корейской компании Hyundai Rotem и японской компании Mitsubishi Heavy Industries.

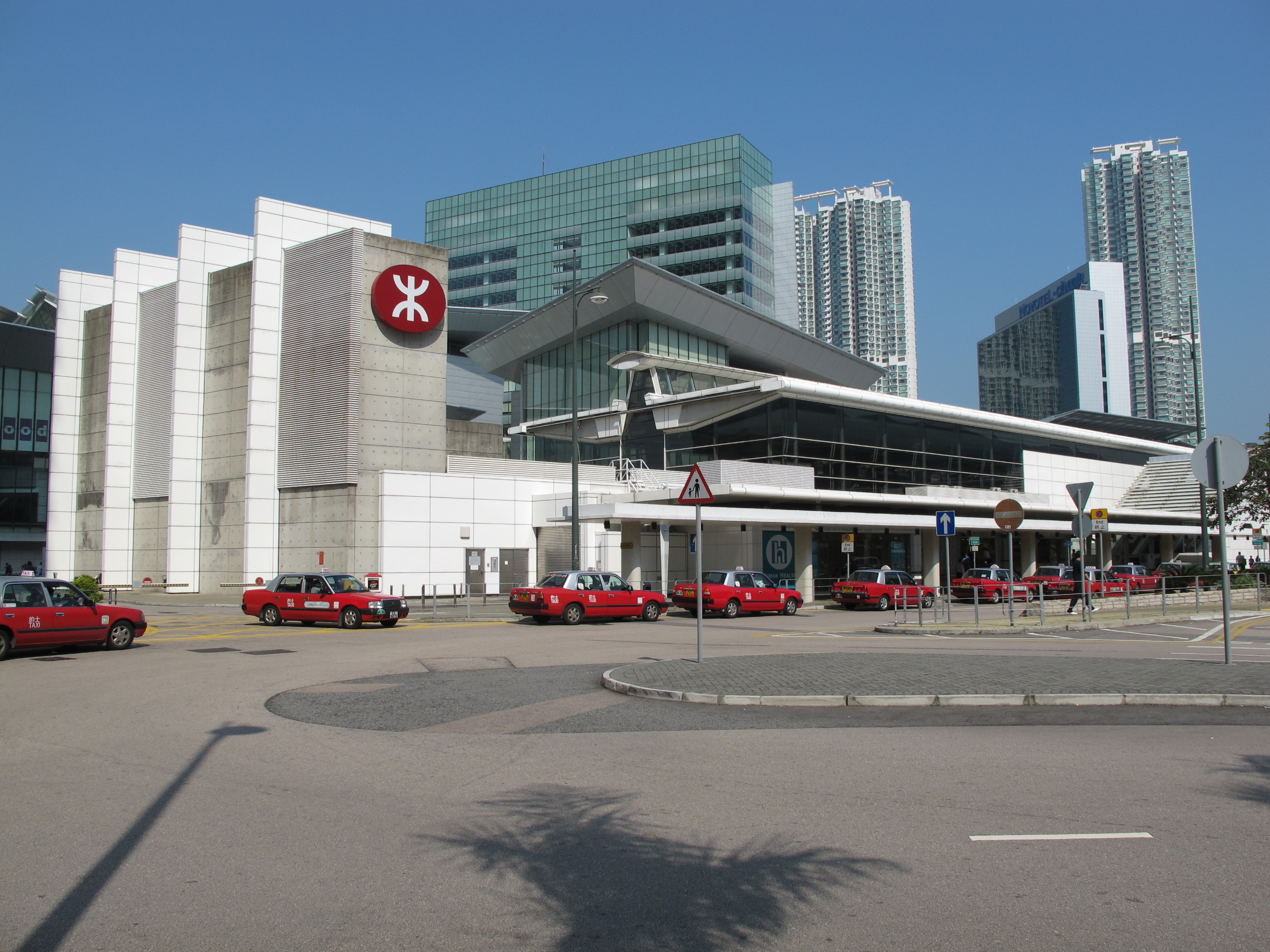
Станция Тунчхун
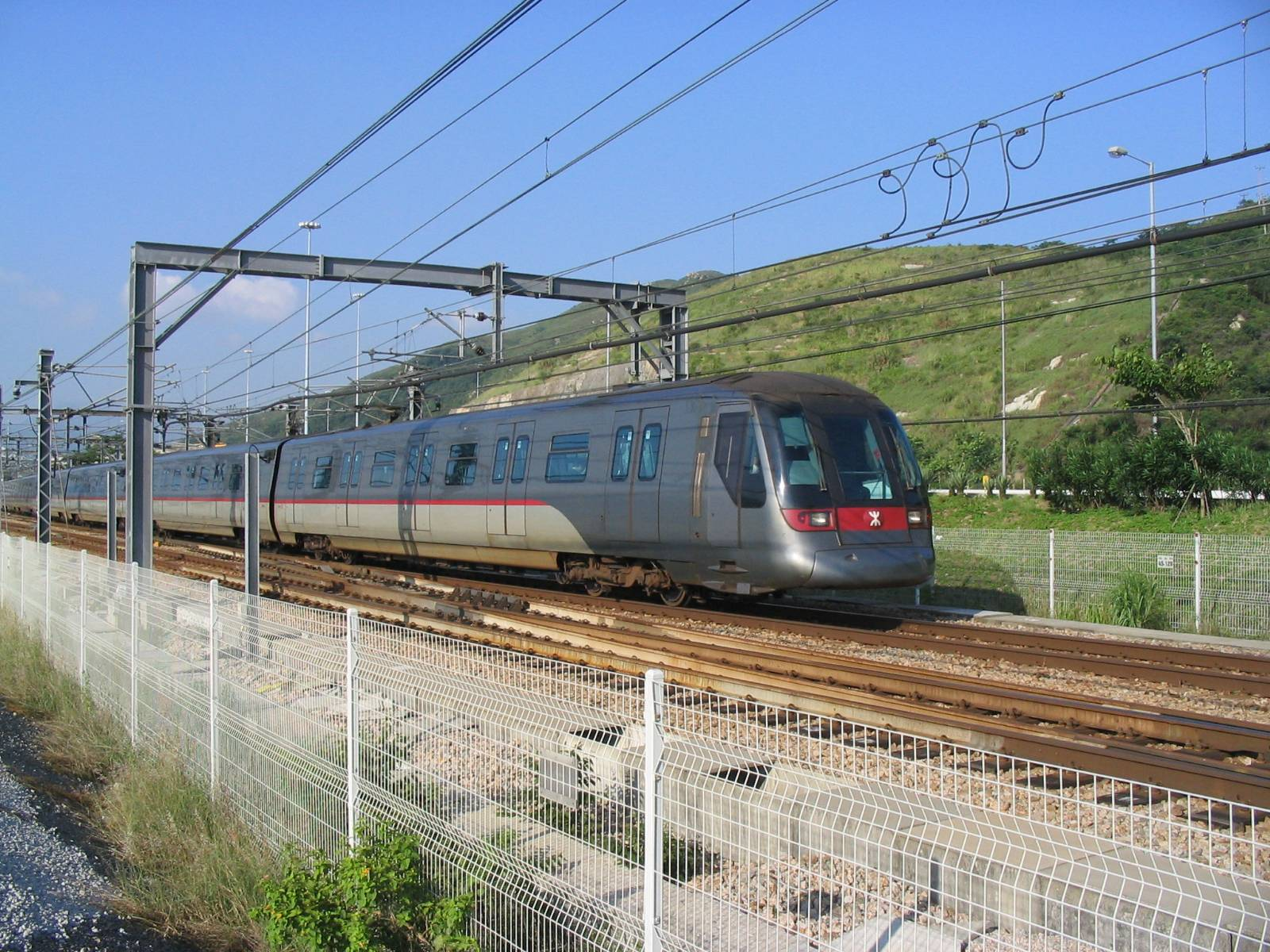
Поезд A-Train
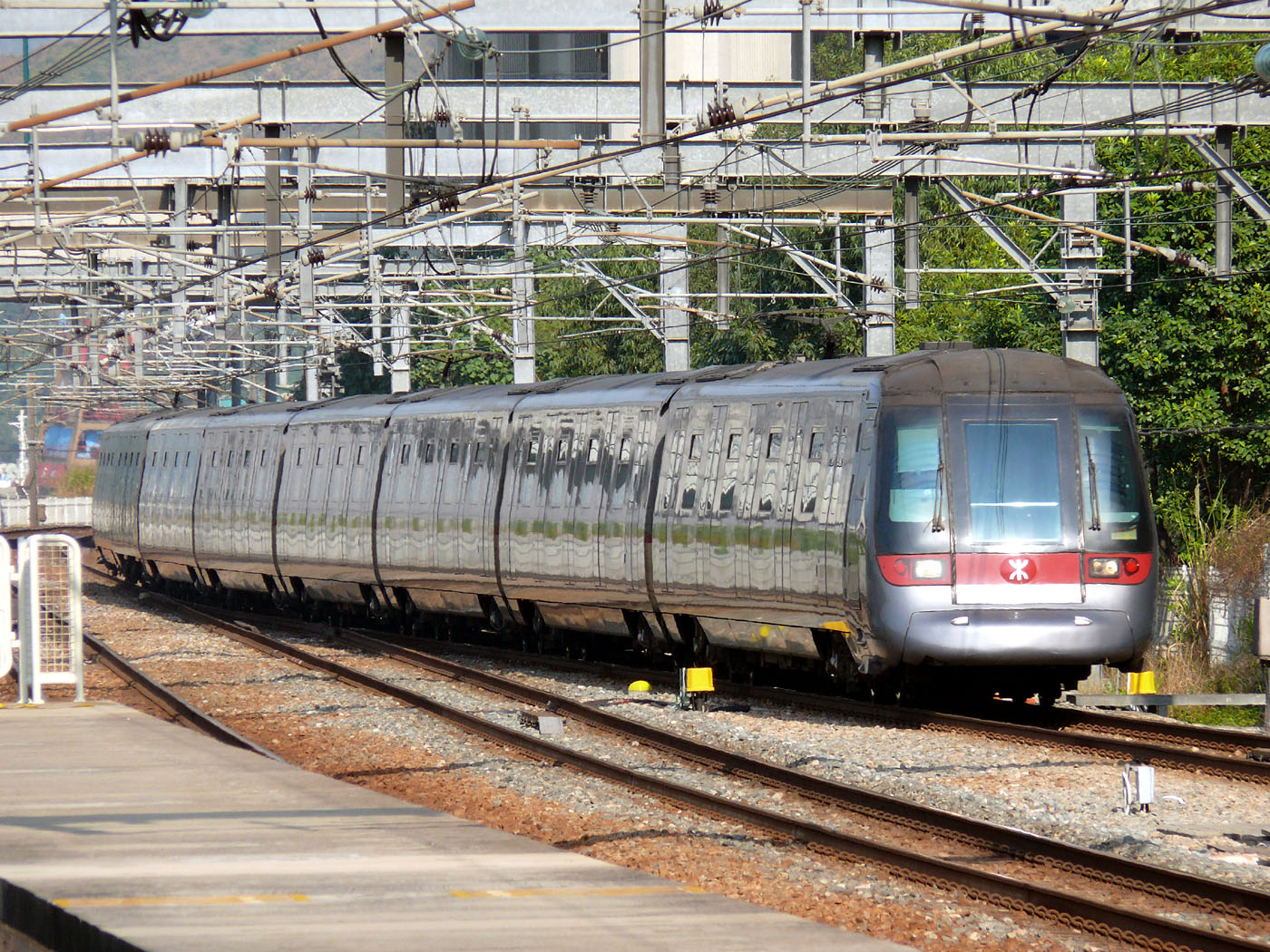
Поезд A-Train
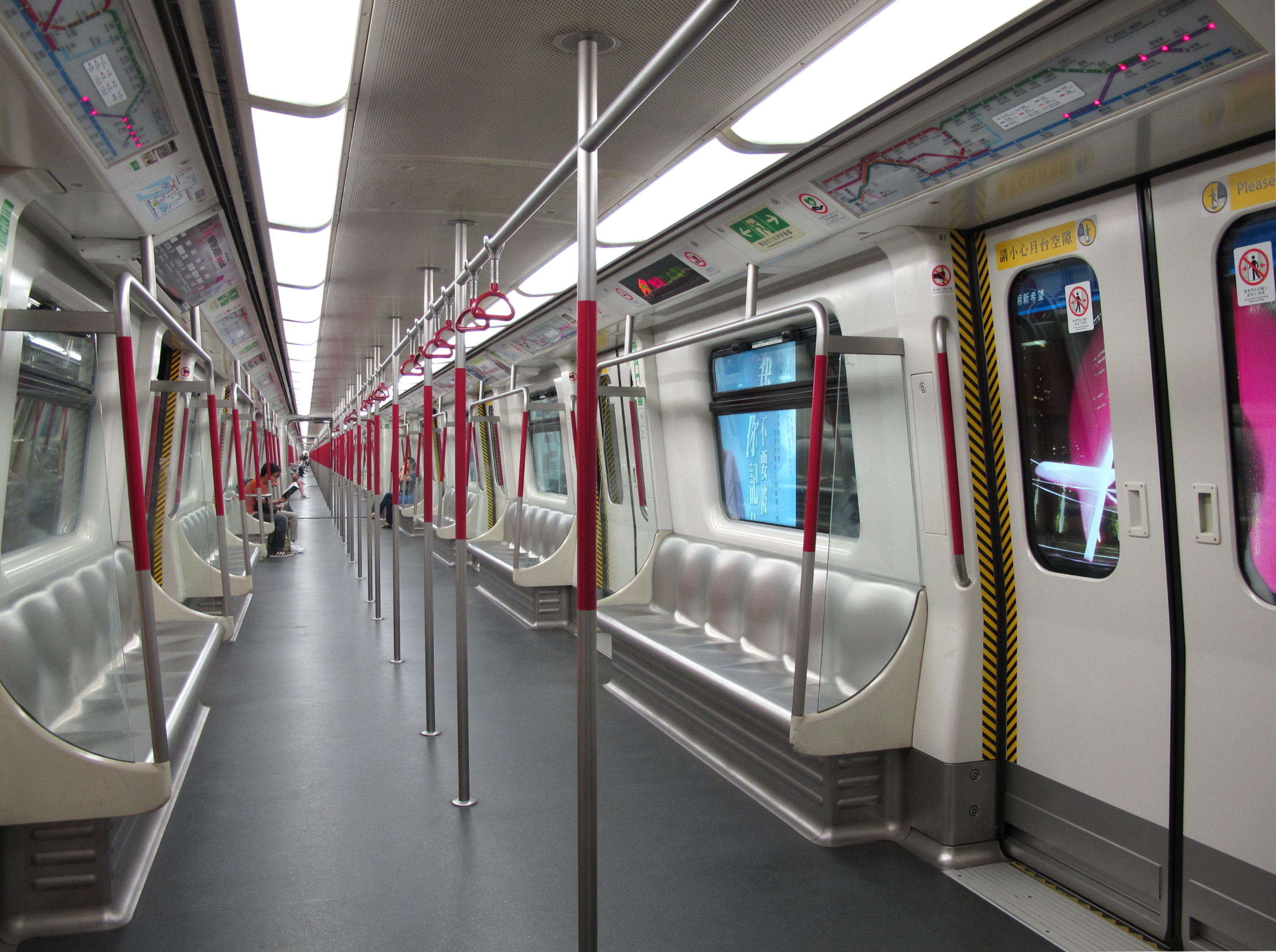
Вагон K-Train

## Маршрут
Линия Тунчхун начинается на станции Гонконг в Центральном и Западном округе, далее пересекает по туннелю бухту Виктория и достигает станции Коулун в Западном Коулуне. Затем линия пролегает вдоль западного побережья Коулунского полуострова — перед станцией Олимпик выходит на поверхность, после Олимпика идёт по земле вдоль автомагистрали Вест-Коулун, после станции Намчхён поднимается на виадук, затем проходит туннель под холмами перед станцией Лайкин. После Лайкина линия идёт по виадуку, пересекает пролив по мосту Чхинлай и достигает станции Чхинъи на одноимённом острове в округе Кхуайчхин. Далее линия проходит туннель под холмом, пересекает проливы по системе мостов, включая мост Цинма, проходит ещё один туннель и пролегает вдоль северного побережья острова Лантау, параллельно автомагистрали Норт-Лантау до жилого района Тунчхун (перед новым городом линия вновь входит в туннель и заканчивается на подземной платформе станции Тунчхун).
На 10-километровом участке между станциями Санни-Бей и Тунчхун расположено лишь депо Сиуховань и нет промежуточных станций. Почти на всём своём протяжении линии Тунчхун и Аэропорт-Экспресс идут параллельно, но их пути сливаются лишь на двух участках — в туннеле под бухтой Виктория и от мостов на Лантау до разделения линий у поворота к аэропорту. На всех пересадочных станциях (Гонконг, Коулун и Чхинъи) линии Тунчхун и Аэропорт-Экспресс имеют разные пути и платформы.

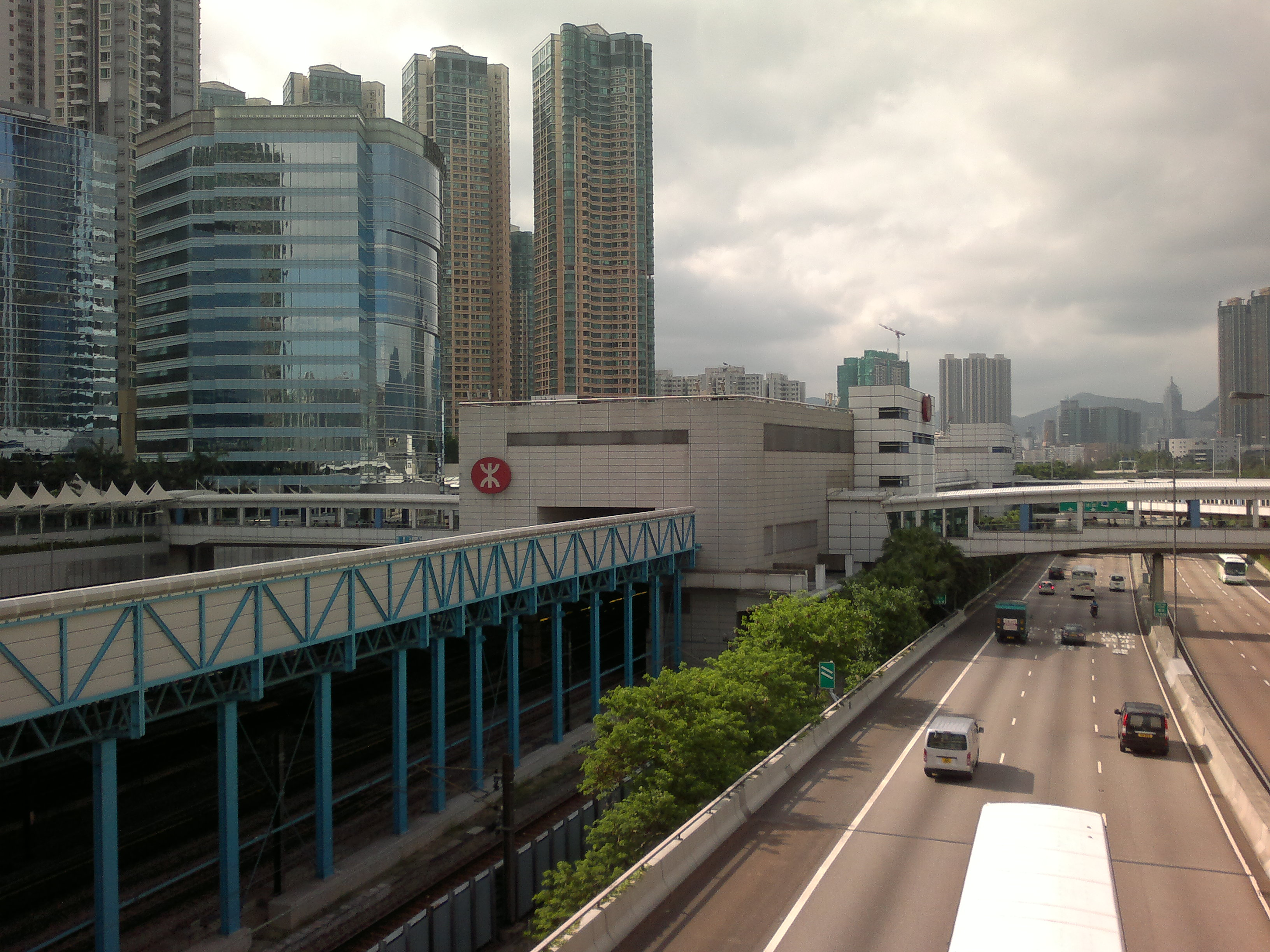
Станция Олимпик
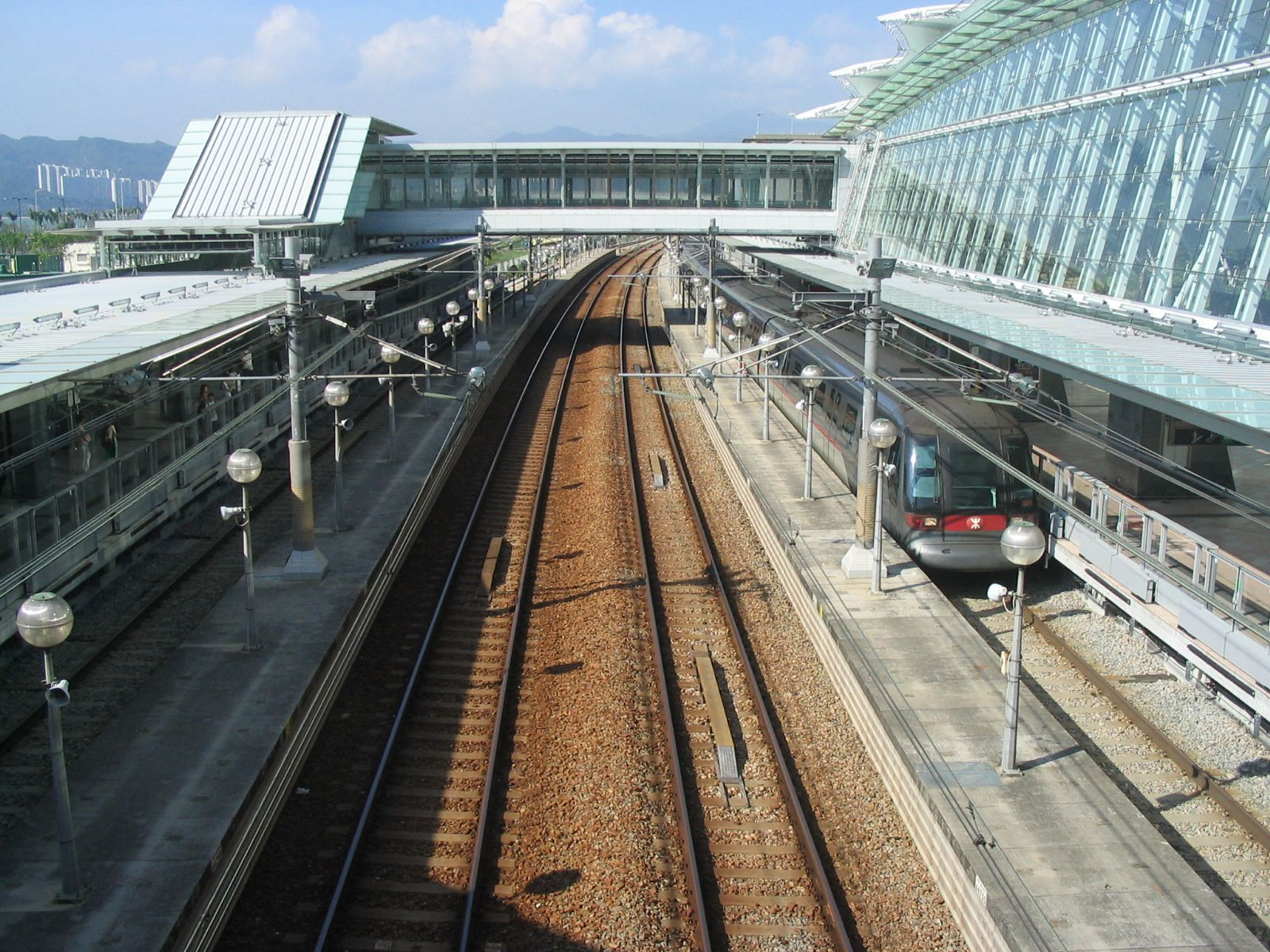
Станция Санни-Бей
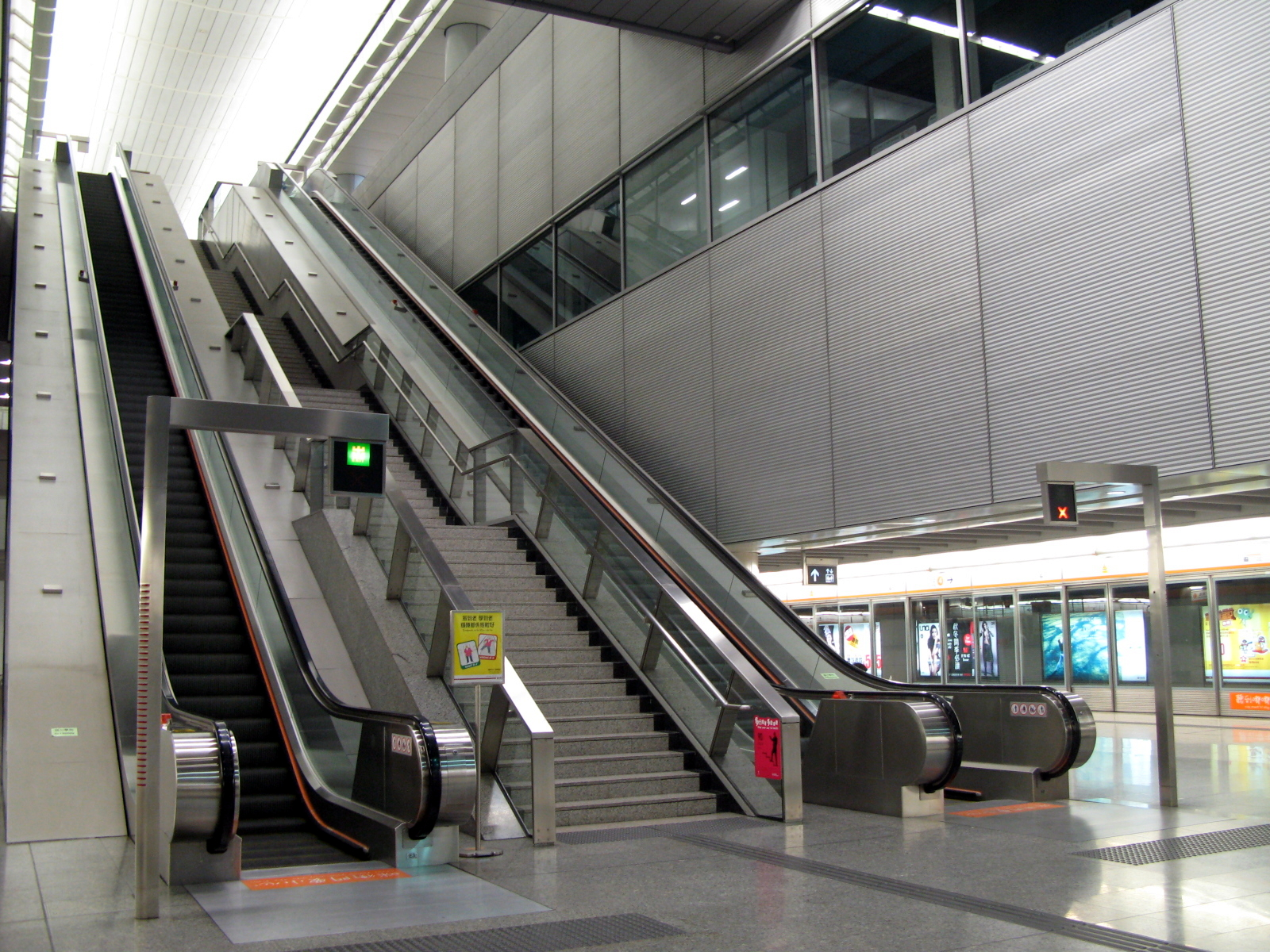
Станция Коулун
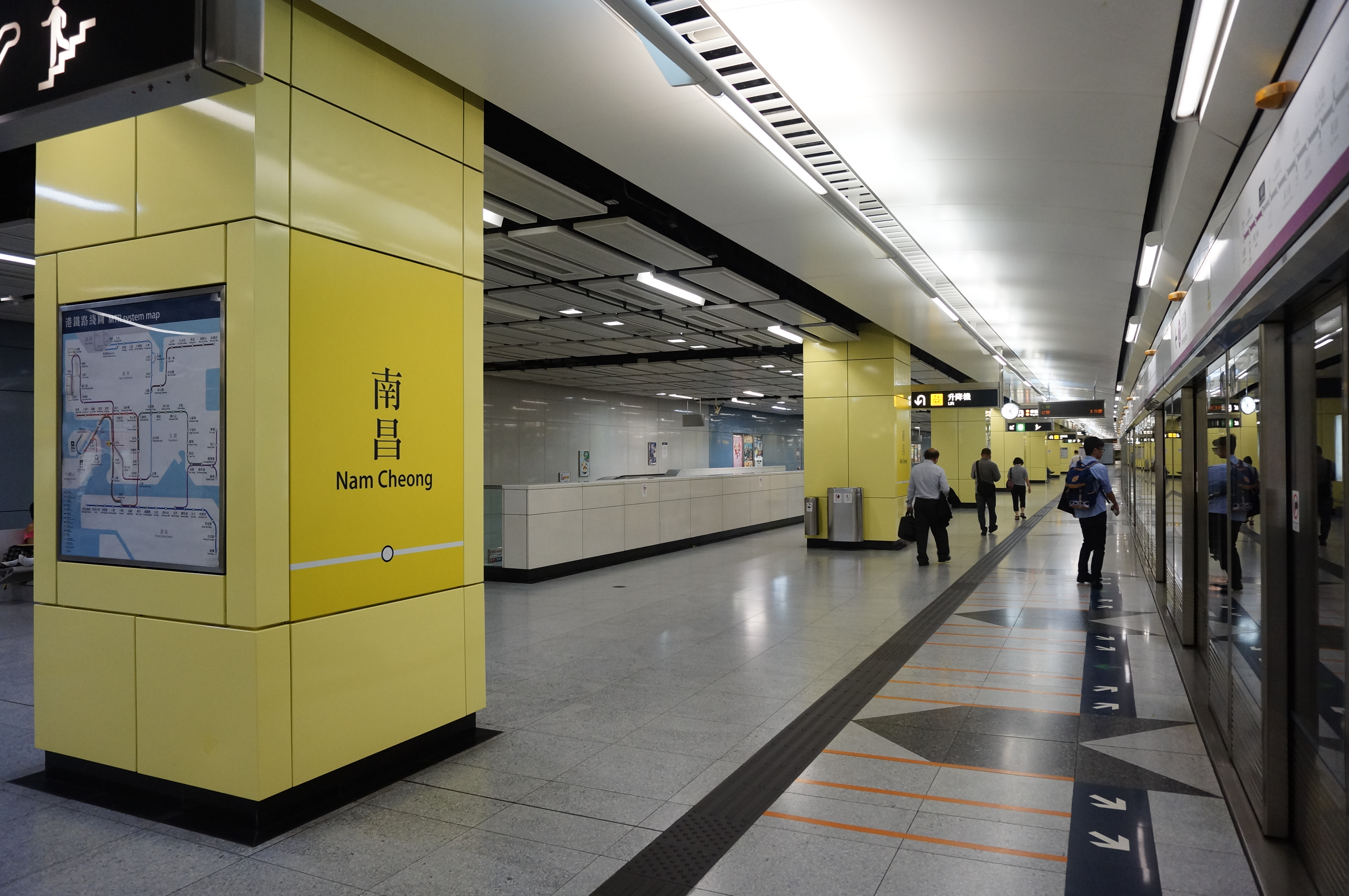
Станция Намчхён

Имеются планы по строительству в районе Адмиралтейство станции Тамар, которая будет пересадочным узлом между продлёнными линиями Тунчхун и Чёнкуаньоу. Кроме того, имеются планы по строительству станции Тунчхун-Вест на острове Лантау, которая призвана разгрузить транспортную нагрузку на густонаселённые кварталы района Тунчхун.

## Станции
На станциях Гонконг, Коулун и Чхинъи можно пересесть на линию Аэропорт-Экспресс, на станции Лайкин — на линию Чхюньвань, на станции Намчхён — на Западную линию, на станции Санни-Бей — на линию Диснейленд-Резорт. Кроме того, станция Гонконг соединена переходами с Центральной станцией, на которой можно сесть на поезда линий Айленд и Чхюньвань, а со станции Тунчхун можно пересесть на канатную дорогу Нгонпинг 360. 
| № | Название                    | Местоположение                                | Открытие             | Пересадка на линии                    |
| - | --------------------------- | --------------------------------------------- | -------------------- | ------------------------------------- |
| 1 | Тунчхун (Tung Chung, 東涌)  | Тунчхун, Лантау (округ Айлендс)               | 22 июня 1998 года    |                                       |
| 2 | Санни-Бей (Sunny Bay, 欣澳) | Ямъоу, Лантау (округ Чхюньвань)               | 1 июня 2005 года     | Диснейленд-Резорт                     |
| 3 | Чхинъи (Tsing Yi, 青衣)     | Чхинъи (округ Кхуайчхин)                      | 22 июня 1998 года    | Аэропорт-Экспресс                     |
| 4 | Лайкин (Lai King, 荔景)     | Лайкин, Кхуайчхун (округ Кхуайчхин)           | 22 июня 1998 года    | Чхюньвань                             |
| 5 | Намчхён (Nam Cheong, 南昌)  | Самсёйпоу (округ Самсёйпоу)                   | 20 декабря 2003 года | Западная                              |
| 6 | Олимпик (Olympic, 奧運)     | Тайкокчёй (округ Яучимвон)                    | 22 июня 1998 года    |                                       |
| 7 | Коулун (Kowloon, 九龍)      | Юнион-сквер, Западный Коулун (округ Яучимвон) | 22 июня 1998 года    | Аэропорт-Экспресс                     |
| 8 | Гонконг (Hong Kong, 香港)   | Центральный (Центральный и Западный округ)    | 22 июня 1998 года    | Аэропорт-Экспресс, Айленд и Чхюньвань |

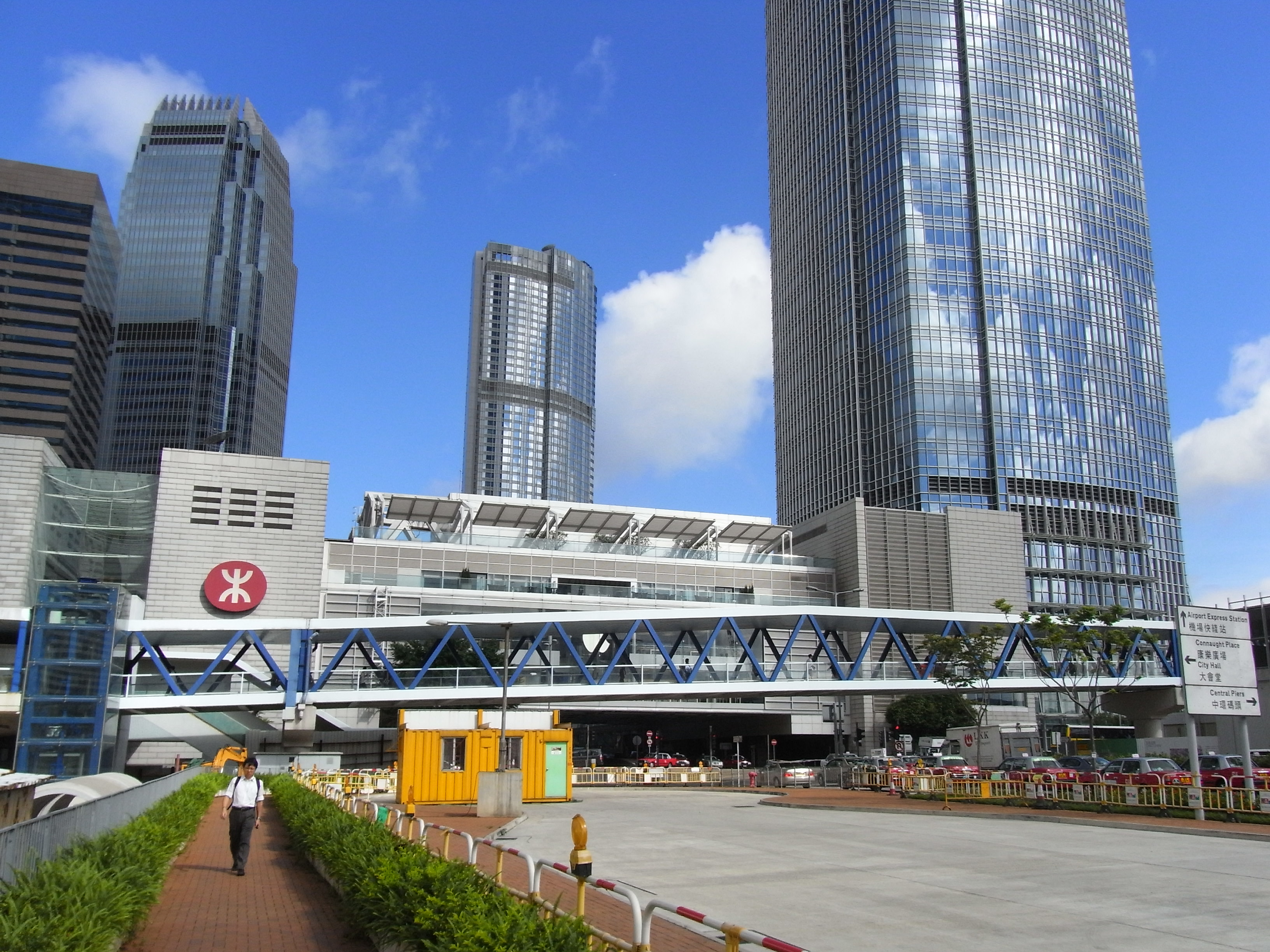
Станция Гонконг
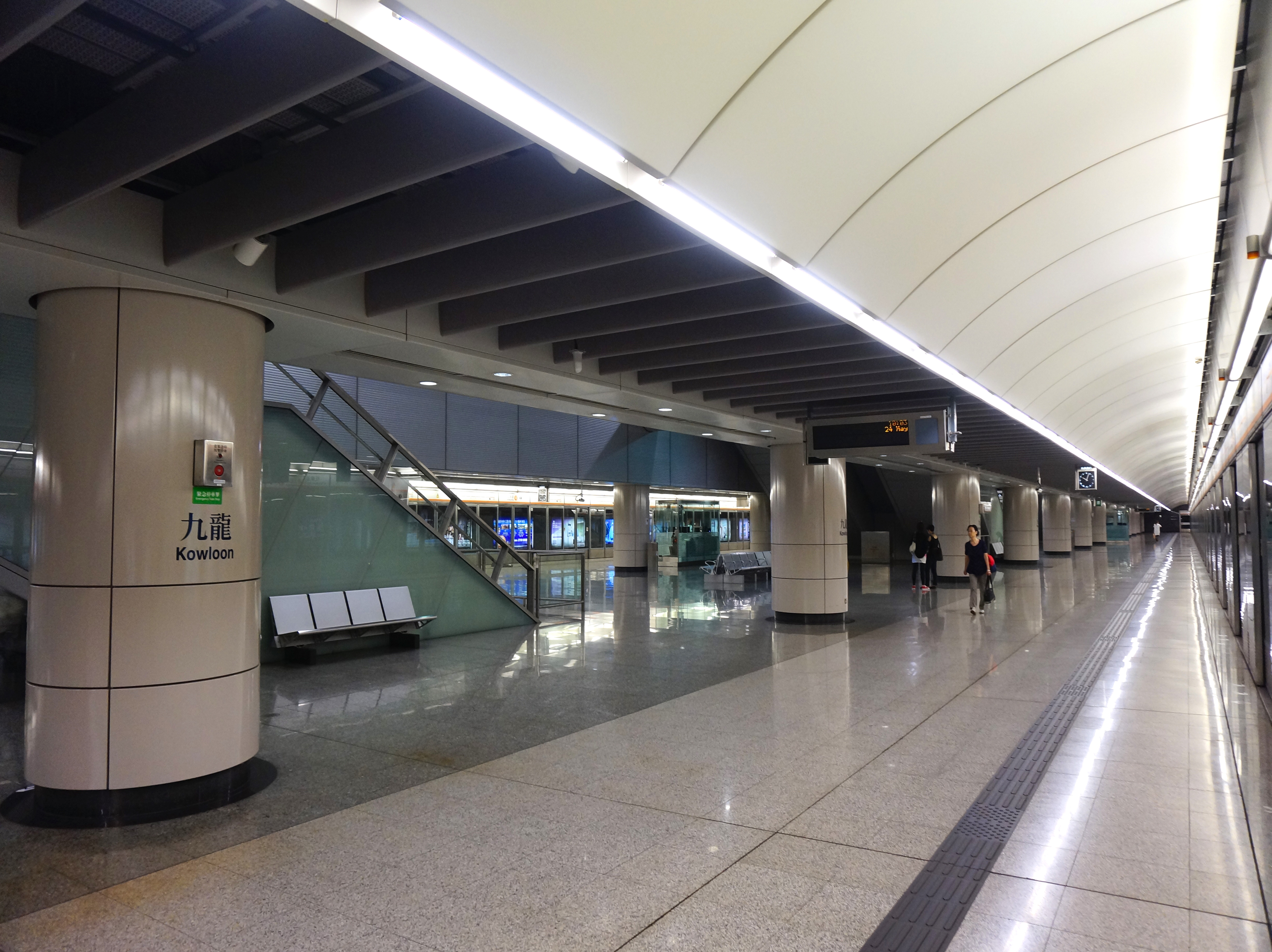
Станция Коулун
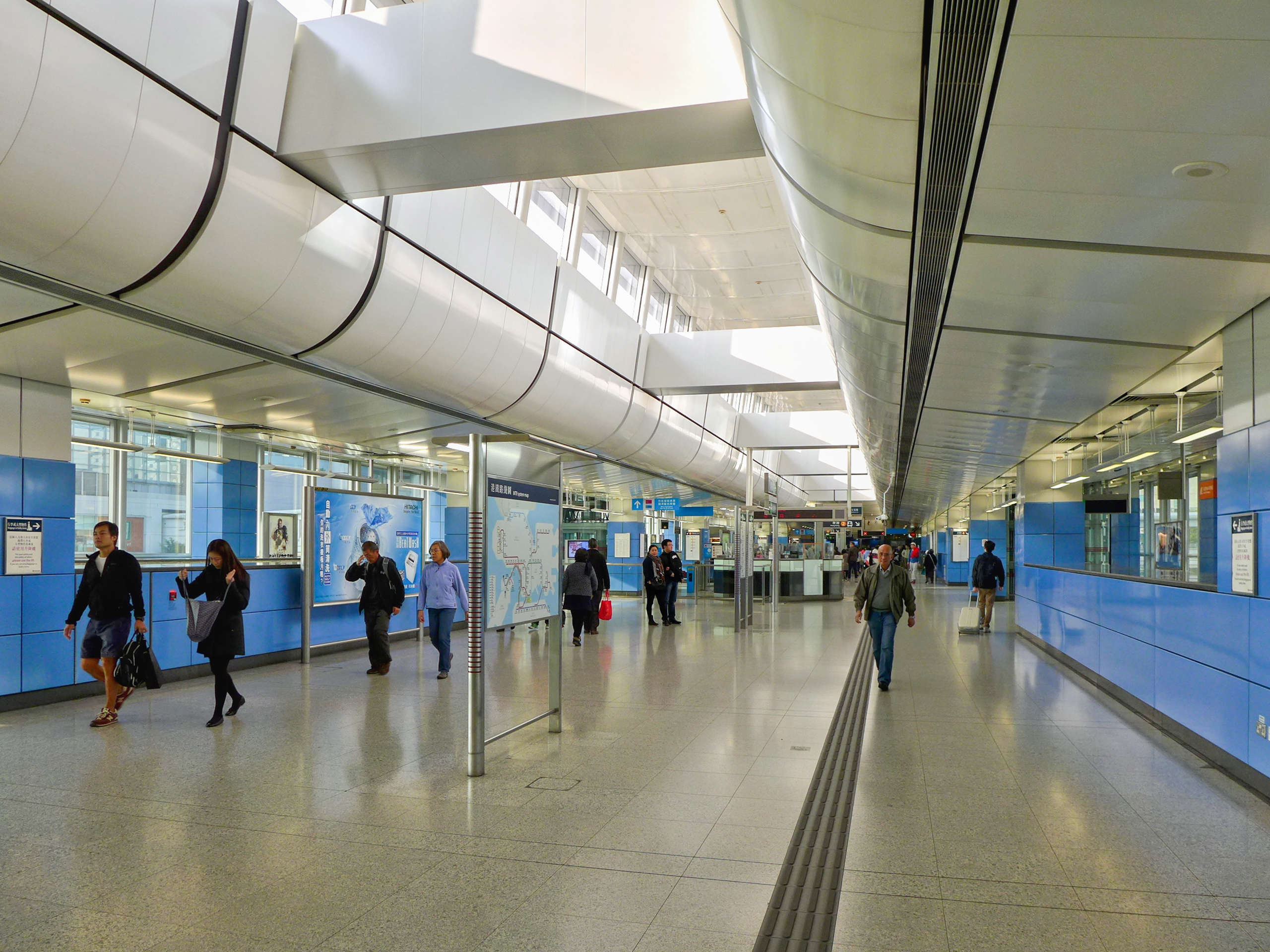
Станция Олимпик
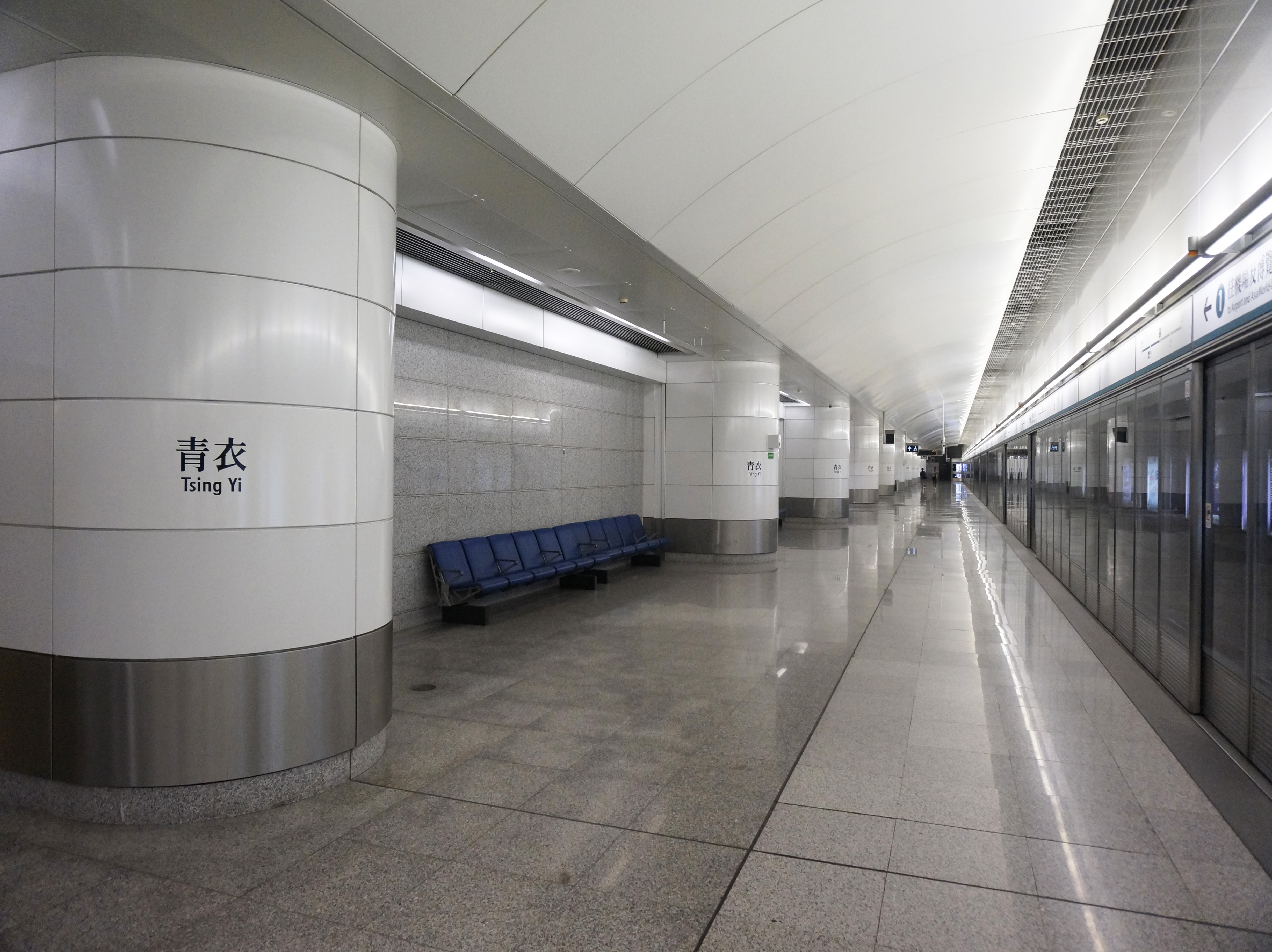
Станция Чхинъи